# Bataille de Sadras
Guerre franco-anglaise (1778-1783)
Batailles
La bataille de Sadras, également appelée combat de Madras, est la première de cinq batailles navales, en grande partie indécises, livrées entre la flotte britannique commandée par l'amiral Edward Hughes et la flotte française commandée par le bailli de Suffren au large de la côte est de l'Inde pendant la guerre d'indépendance américaine. La bataille, engagée le 17 février 1782 près de l'actuelle Kalpakkam, fut indécise, mais la flotte anglaise souffrit le plus d'avaries, et les transports de troupes que protégeait Suffren purent débarquer leurs troupes à Porto Novo (aujourd'hui Parangipettai).

## Le contexte
La France était entrée dans la guerre d'indépendance américaine en 1778, et le Royaume-Uni avait déclaré la guerre aux Provinces-Unies à la fin 1780 après que les Hollandais eurent refusé de cesser le commerce avec les Français et les Américains. Les Britanniques eurent rapidement le contrôle de la plupart des avant-postes français et hollandais de l'Inde quand les nouvelles de ces évènements furent arrivées en Inde, provoquant la deuxième guerre du Mysore.
L'amiral français, le bailli de Suffren, fut envoyé en mission en mars 1781 pour porter assistance militaire aux comptoirs français de l'Inde, à la tête d'une flotte de cinq bâtiments de ligne, sept flûtes, et une corvette pour escorter le transport depuis Brest. Après une bataille par hasard contre une flotte anglaise à Porto Praya dans les îles du Cap-Vert en avril, et un arrêt en octobre au cap de Bonne-Espérance alors sous domination hollandaise, où il laissa des troupes pour aider les Hollandais à défendre cette colonie et ajouta quelques navires à sa flotte, il mit le cap sur l'île de France (île Maurice), et arriva à Port-Louis en décembre.
Là, la flotte renforcée par les navires de réserve, fit voile vers l'Inde sous commandement du vieil amiral comte d'Orves, pour accompagner le transport de 3 000 soldats commandés par le comte du Chemin. Orves mourut en février 1782, peu avant que la flotte n'arrive au large des côtes indiennes : Suffren prit le commandement.
Suffren alla d'abord à Madras, en espérant prendre par surprise la forteresse anglaise. Lorsqu'il trouva la flotte d'Edward Hughes au mouillage le 15 février 1782, il vira au sud avec l'intention de débarquer des troupes à Porto Novo. De là, celles-ci pourraient remonter la côte et reprendre les possessions françaises et hollandaises en chemin. Hughes leva l'ancre et prit la mer après Suffren.

## La bataille navale

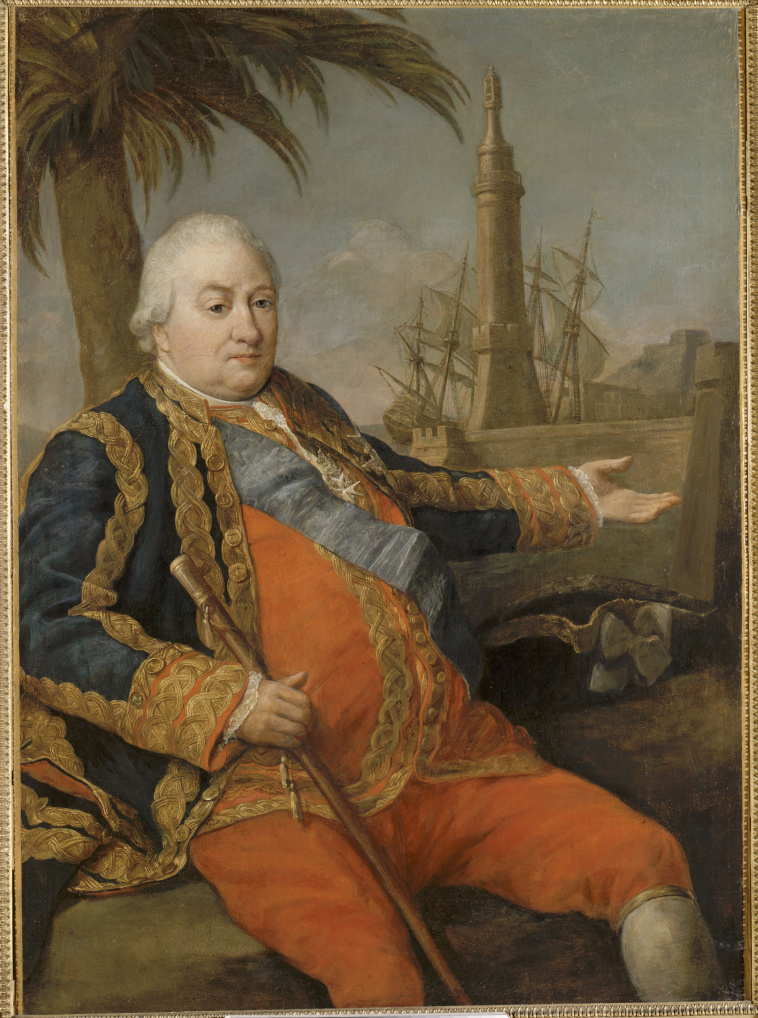
Le bailli de Suffren

Suffren était empêtré par la nécessité de protéger les convois de troupes de la présence de Hughes, dont le but présumé était d'empêcher les troupes de débarquer. Il détacha une corvette pour protéger le convoi, et en affecta une autre pour surveiller la flotte anglaise pour tenter d'éloigner Hughes. Cependant, profitant de la nuit, Hughes réussit à se faufiler entre les navires de Suffren. Le signal fut donné le matin du 17 février et Suffren se lança à sa poursuite pour le contraindre au combat.
Vers trois heures et demie, lorsque les flottes se rassemblèrent pour le combat, quelques navires de Suffren n'avaient pas correctement formé la ligne de bataille. Au départ, seulement cinq vaisseaux étaient engagés, et sur les six qui restaient, seuls deux rejoignirent le combat plus tard, avec les quatre autres enfreignant apparemment les ordres de Suffren en restant en arrière. Suffren, à bord du Héros, échangea une bordée avec l'HMS Exeter avant de viser le HMS Superb, le vaisseau amiral de l'amiral Hughes. Le combat dura plus de trois heures. Alors que l’Exeter était le plus endommagé et près de couler, deux navires français furent rappelés pour des raisons inconnues, avant qu'ils ne puissent l'envoyer par le fond. Le Superb souffrit également de dégâts importants. La bataille s'acheva à la tombée de la nuit.

## Les suites
Avant de suivre le convoi de troupes à Porto Novo, Suffren convoqua les capitaines de vaisseau pour blâmer ceux qui avaient choisi de rester en retrait du combat. L'armée fut débarquée et Suffren reprit la route pour se lancer à nouveau à la recherche de Hughes. Le 4 avril, les Français et les forces du Mysore prirent Gondelour, juste au nord de Porto Novo.
Hughes mit le cap sur Trinquemalay pour réparations.

## Les flottes rivales
| - HMS Superb, 74, - HMS Hero, 74, - HMS Burford, 70, - HMS Monarca, 70, - HMS Eagle, 64, - HMS Exeter, 64, - HMS Monmouth, 64, - HMS Worcester, 64, - HMS Isis, 50. |  | - Héros, 74, - Annibal, 74, - Orient, 74, - Ajax, 64, - Artésien, 64, - Brillant, 64, - Sévère, 64, - Sphinx, 64, - Vengeur (en), 64, - Flamand, 50, commandé par Louis-Hyacinte de Cavelier de Cuverville, - Hannibal, 50, |

Les bâtiments engagés étaient :
| Britanniques (Hughes) | Sadras 17 fév. 1782 | Provédien 12 avr. 1782 | Négapatam 6 juil. 1782 | Trinquemalay 3 sept. 1782 | Gondelour 20 juin 1783 |
| --------------------- | ------------------- | ---------------------- | ---------------------- | ------------------------- | ---------------------- |
| Superb 74             | X (*)               | X (*)                  | X (*)                  | X                         | X (*)                  |
| Hero 74               | X                   | X                      | X                      | X                         | X                      |
| Monarca 68            | X                   | X                      | X                      | X                         | X                      |
| Burford 64            | X                   | X                      | X                      | X                         | X                      |
| Eagle 64              | X                   | X                      | X                      | X                         | X                      |
| Exeter 64             | X                   | X                      | X                      | X                         | X                      |
| Monmouth 64           | X                   | X                      | X                      | X                         | X                      |
| Worcester 64          | X                   | X                      | X                      | X                         | X                      |
| Isis 50               | X                   | X                      | X                      | X                         | X                      |
| Seahorse 24           |                     |                        |                        |                           |                        |
| Sultan 74             |                     | X                      | X                      | X                         |                        |
| Magnanime 64          |                     | X?                     | X                      | X                         | X                      |
| Sceptre 64            |                     |                        |                        | X                         | X                      |
| Gibraltar 80          |                     |                        |                        |                           | X                      |
| Cumberland 74         |                     |                        |                        |                           | X                      |
| Defence 74            |                     |                        |                        |                           | X                      |
| Africa 64             |                     |                        |                        |                           | X                      |
| Inflexible 64         |                     |                        |                        |                           | X                      |
| Bristol 50            |                     |                        |                        |                           | X                      |
| Vernon 22             |                     |                        |                        |                           |                        |
| Français (Suffren)    | Sadras 17 fév. 1782 | Provédien 12 avr. 1782 | Négapatam 6 juil. 1782 | Trinquemalay 3 sept. 1782 | Gondelour 20 juin 1783 |
| Héros 74              | X                   | X                      | X (*)                  | X (*)                     | X                      |
| Annibal 74            | X                   | X                      | X                      | X                         | X                      |
| Orient 74             | X                   | X                      | X                      | X                         |                        |
| Ajax 64               | X                   | X                      |                        | X                         | X                      |
| Artésien 64           | X                   | X                      | X                      | X                         | X                      |
| Brillant 64           | X                   |                        | X                      | X                         | X                      |
| Sévère 64             | X?                  | X                      | X                      | X                         | X                      |
| Sphinx 64             | X                   | X                      | X                      | X                         | X                      |
| Vengeur 64            | X?                  | X                      | X                      | X                         | X                      |
| Flamand 50            | X                   | X                      | X                      | X                         | X                      |
| Hannibal 50           | X?                  | X                      | X                      | X                         | X                      |
| Fendant 74            |                     |                        |                        |                           | X                      |
| Pourvoyante 40        | X                   |                        |                        |                           |                        |
| Fine 40               | X                   | X                      |                        |                           |                        |
| Bellone 40            | X                   |                        |                        |                           |                        |
| Subtile 24            | X                   |                        |                        |                           |                        |
| Cléopâtre 36          |                     |                        |                        |                           | X                      |
| ? (brûlot)            |                     |                        |                        |                           | X                      |

(*) Vaisseau amiral.

### Sources et bibliographie
- Georges Lacour-Gayet, La Marine militaire de France sous le règne de Louis XVI, Paris, Honoré Champion, 1905, 719 p. (BNF 30709972, lire en ligne)
- Rémi Monaque, Suffren : un destin inachevé, éditions Tallandier, 8 octobre 2009, 494 p. (ISBN 2847343334)
- Michel Vergé-Franceschi (dir.), Dictionnaire d'Histoire maritime, éditions Robert Laffont, coll. « Bouquins », 2002
- Guy Le Moing, Les 600 plus grandes batailles navales de l'Histoire, Rennes, Marines Éditions, mai 2011, 620 p. (ISBN 9782357430778)
- Jean-Claude Castex, Dictionnaire des batailles navales franco-anglaises, Laval (Canada), éditions Presses Université de Laval, 2004, 418 p. (lire en ligne)
- (en) George Bruce Malleson, Final French Struggles in India and on the Indian Seas, W.H. Allen, 1884 (lire en ligne)